# White & Case
White & Case è uno studio legale internazionale statunitense, tra i più grandi al mondo per fatturato, con sede nel grattacielo McGraw-Hill di New York e 44 uffici in 30 Paesi.

## Storia
Lo studio fu inaugurato il 1º maggio 1901, quando i due avvocati di Wall Street Justin DuPratt White e George B. Case contribuirono con 250 dollari ciascuno per lanciare la società.
Da allora, l'azienda si è espansa oltre New York, aprendo uffici nelle principali città degli Stati Uniti ed in tutto il mondo, specialmente nei mercati emergenti in America Latina, Europa centrale ed orientale, Africa, Medio Oriente e Asia.

## In Italia
Lo studio è presente in Italia con un ufficio a Milano, in Piazza Diaz.